# Glucocerebrosidase
Glucocerebrosidase é uma enzima que digere um certo tipo de gordura, o glucocerebrosídeo - um glicolipídio derivado de membranas celulares fagocitadas em macrófagos, nos tecidos do sistema reticuloendotelial.
A falta dessa enzima pode ser causada pela doença de Gaucher - uma deficiência no cromossoma 1, herdada de forma autossômica recessiva. Os sinais e sintomas variam de indivíduo para indivíduo. As principais características observadas são: aumento do fígado e do baço, anemia, diminuição do número de plaquetas e doenças ósseas. Afeta 1 a cada 50.000 a 100.000 indivíduos.

## Significado clínico
As mutações no gene da glucocerebrosidase causam a doença de Gaucher, caracterizada pelo acúmulo de glucocerebrosídeos em macrófagos que se infiltram em muitos órgãos vitais.
Mutações no gene da glucocerebrosidase também estão associadas à doença de Parkinson.
Um pseudogene relacionado está a aproximadamente 12 kb a jusante desse gene, no cromossomo 1. O splicing alternativo resulta em múltiplas variantes de transcrição que codificam a mesma proteína.